# Póvoa de Cós
Póvoa de Cós é uma localidade situada no centro de Portugal, no distrito de Leiria.
Faz parte do município de Alcobaça, freguesia de Cós.
Aí foram feitas descobertas arqueológicas relevantes, nomeadamente uma villa romana onde em 1902 foi encontrado um mosaico datável de finais do século II / inícios do século III d.C., executado em tesselas pretas e brancas, representando um busto radiado (eventualmente Apolo) no centro de um medalhão e motivos aquáticos ao redor de um krater num painel inferiormente justaposto, que integra a colecção do Museu Nacional de Arqueologia em Lisboa.

## Origens da Póvoa
- Uma tese do Dr. Professor Pedro Gomes Barbosa {Coz Minor et Maior} aponta em profundidade para as Origens da Póvoa.

Extractos de Coz Minor et Maior:
"Junto a Póvoa de Cós apareceram vestígios pre-históricos, romanos e pos-romanos. o que pode sugerir que esse local foi escolhido desde muito cedo para a fixação da populações, sendo a actual Cós um polo só activado mais tarde."
A região de Alcobaça não se encontrava despovoada quando, em 1147 ou 1148 passou para o “lado cristão". Há vestígios de povoações pré-históricas, romanas e pós-romanas na freguesia de Cós.
O primeiro historiador a defender um contínuo povoamento pré-Cister da região alcobaciana, de uma forma clara foi Frei António Brandão, na Terceira Parte da Monarquia Lusitana.
Em geral os cronistas de Alcobaça por razões que facilmente se percebem foram acérrimos defensores de uma terra deserta que pela primeira vez depois de muitos anos o trabalho dos monges e a sua visão colonizadora povoaram e fizeram frutificar.
Boa parte dos camponeses muçulmanos teriam fugido diante do avanço dos guerreiros cristãos mas alguns se teriam mantido na região, em zonas de mais difícil acesso e longe dos caminhos dos exércitos. A toponímia da zona aponta para algo mais do que simples camponeses cultivando clareiras isoladas na extensa floresta de pinheiros, carvalhos e castanheiros que cobria boa parte da terra alcobacense.
Não de excluir que o próprio topónimo "Cós" possa ter uma origem árabe, se aceitarmos que poderá derivar de “al-qos” que significaria "célula de ermita” e adapta-se perfeitamente a um indício referido da existência de um lugar chamado Monasterrum, nas proximidades da Póvoa de Cós.
A primitiva Cós localizava-se na atual Póvoa de Cós que conservou o seu nome até aos nossos dias. O termo “Póvoa” não faria parte do topónimo mas designaria apenas a "Condição" da pequena localidade que não poderia ser considerada vila como Aljubarrota por exemplo.
Talvez mesmo para o lugar onde teria existido o referido "Mosteiro" da primitiva toponímia, que poderia não passar de restos do que tinha sido uma primitiva comunidade cenobitica (ou uma simples céluia eremitica como sugere o topónimo árabe.

## Património
- Fonte de Santa Margarida [«Aguas Termais da Póvoa de Cós». ]
- Capela de Nossa Senhora da Graça
- Castelo da Póvoa de Cós (Pedrogāo, em ruinas no subsolo)
- Moinho da Carreira (Moinho Hídrico para moer milho e trigo para farinhas alimentares)
- Mosaico romano - Parte do espólio do Museu Nacional de Arqueologia em Lisboa e foi retirado dos restos de um sumptuoso edifício da Villa Romana existente no lugar de Pedrógão perto da subida para o Monte
- Mina do Cabeço (Coordenadas GPS: 39.595925,-8.982522) Corte na chaminé vulcânica atravessando formações Jurássicas e Cretáceo 1963 (Direcção Geral de Minas e Serviços Geológicos)
- Arqueologia - (vestígios Romanos nunca explorados - Pedreiros que construíram as casas na zona do Pedrógão relataram posteriormente ter atirado estatuas para dentro de um poço, ocultando e destruído vestigios arqueológicos de valor incalculável para os donos das casas evitarem as obras serem embargadas pelo IGESPAR (como relatado na descrição de José Leite de Vasconcelos na publicação “O Arqueólogo Português”)

## Geografia
- «Póvoa no Google Maps»

## Outras localidades da freguesia deCós
Cós, Castanheira, Casal de Areia, Casalinho, Varatojo, Alto Varatojo, Alqueidão, Pomarinho, Casal Resoneiro, Porto Linhares, Vale do Amieiro